# Cabriolet panorama
Cabriolet panorama è un singolo del gruppo musicale italiano The Kolors, pubblicato il 30 aprile 2021.

## Descrizione
Il brano è scritto dal frontman Stash Fiordispino in collaborazione con Tropico.

## Video musicale
In concomitanza con l'uscita del singolo il 30 aprile 2021 è stato pubblicato sul canale YouTube il video ufficiale del singolo, girato in costiera amalfitana e prodotto da borotalco TV.

## Tracce
Testi di Antonio Fiordispino, Davide Petrella e Stefano Tognini.
Download digitale
1. Cabriolet panorama – 2:58

Download digitale – remix
1. Cabriolet panorama (con i Sottotono) – 3:01

## Classifiche
| Classifica (2021) | Posizione massima |
| ----------------- | ----------------- |
| Italia            | 45                |